# آآدونتای آنگائور
آآدونتای آنگائور (نام علمی: Aaadonta angaurana) نام یک گونه از سرده آآدونتا است. این گونه بوم‌زاد آنگائور در جزایر پالائو می‌باشد.